# Duboko crnilo
Duboko crnilo je epizoda Dilan Doga objavljena u Srbiji premijerno u svesci #174. u izdanju Veselog četvrtka. Koštala je 270 din (2,3 €; 2,7 $). Imala je 94 strane. Na kioscima u Srbiji se pojavila 10. juna 2021.

## Originalna epizoda
Originalna epizoda pod nazivom Il macellaio e la rosa objavljena je premijerno u #382. regularne edicije Dilana Doga u Italiji u izdanju Bonelija. Izašla je 28. jula 2018. Naslovnu stranicu je nacrtao Gigi Cavenago. Scenario je napisao Ruju Pasqvale, a nacrtao Des Dorides Pabrizio. Koštala je 4,4 €.

## Kratak sadržaj
Prolog. Zamak Varburg 2006. Dve devojčice, Meri En i Beatriks kradu novac iz tajnog pretinca vlasnice zamka. Batler Koks ih zatiče na delu. Meri En mu prizaje da je krivica isključivo njena.
Glavna radnja. Dilan slučajno odlazi na izložbu fotografija BDSM (eng. bondage, discipline, dominance and submission, sadomasochism; srpsk. vezivanje, disciplina, dominacija i potčinjavanje, sadizam i mazohizam) foto-umetnice Elsi Arlington. Dok razgleda fotografije, Dilan primećuje atraktivnu crnku koja ga mami pogledom. Kreće za njom kroz gužvu galerije i sustiže je u velikoj okrugloj prostoriji u kojoj mu ona nalaže da je zaveže i izbičuje po leđima. Dilan se budi narednog jutra posle noćnog košmara. Kontaktira Elsi, raspitujući se o ženi koju je sreo na izložbi, a koja se takođe nalazi na nekoliko Elzinih fotografija u submisivnim pozama sa ožiljcima na leđima od šibanja. Elsi mu objašnjava da se radi o devojci po imenu Laida, ali da ona nije bika na sinoćnjem otvaranju, te da je nije videla već dva meseca.
Dilan nastavlja da traži Laidu u Rack Model Agenciji, koja ju je angažovala. Službenica Agencije nema njen kontakt, ali daje Dilanu katalog BDSM sajma koji se održava sutradan, sugerišući mu da je može naći na štandu 47. Na Sajmu Dilan ne nalazi Laidu, ali nalazi Čejsiti, Laidinu cimerku. Laidino pravo ime je Bea (od Beatriks). Čejsiti objašnjava da je Laida visoko plaćena submisivna prostitutka i da ima razgranatu mrežu klijenata koji je dobro plaćaju.
Tragajući za Beatriks, Dilan stiže u zamak Varburg u kome je Betriks odrasla sa vršnjakinjom Meri En. Tamo se sreće sa baronicom Bouls-Ris, vlasnicom zamka i imanja. Saznaje da je Bea rođena na imanju, a da je njena majka Lorin bila sobarica u zamku, te da je umrla ubrzo po njenom rođenju. Baroničin muž doneo je odluku da Bea ostane da živi u zamku. Baronica je dojila i odgojila obe devojčice i razmazila ih po sopstvenom priznanju. (Baronica misli da je cela engleska aristokratija bolesna i razmažena.) Tri godine nakon baronove smrti, Bea je saopštila baronici da napušta zamak, što je baronica rastumačila kao pokušaj da se spasi i za sobom ostavi trulež aristokratije. Dilan potom sreće Meri En, koja Beu upoređuje sa Laidom iz Korinta. Sledećeg dana, Dilan preko Gruča i Irme saznaje da je Beatriks imala profil na Internet sajtu za visoku prostituciju preko koga je nalazila mušterije. Irma daje adresu Beine poslednje mušterije gospodina Greja. Kod Greja, Dilan saznaje priču o „Dečaku za bičevanje“. Kada na engleskim dvorovima mali aristokrata napravi neki nestašluk, posluga bi izbičevala decu sluge. Deca koju su napravila nestašluk je trebalo da iz toga izvuku pouku. Dilan saznaje da je Bea zapravo bila Meri Enina devojčica za bičevanje.

## Laida iz Korinta
Laida je živela na Siciliji u 5. veku pne. Oteli su je Grci i prodali je kao robinju u Korintu, gde je postala najcenjenija prostitutka.

## Scenaristi
Scenario za ovu epizodu napisali su italijasnki režiser Dario Arđento i filmski scenarista Stefano Piani. Arđento je poznat po horror filmovima Profondo Rosso, Suspiria i Phenomena. Piani je napisao scenario za film Dracula 3D. Profondo Rosso i Suspiria su dva Arđentova filma koji prvi padaju na um. Roijev mračan crtež podseća na istragu Marca Dalija iz filma Profondo Rosse i njegove noćne šetnje. Laidina prošlost, s druge strane, više podseća film Suspirija. Crtež koji otvara epizodu, sa velikim dvorcem smeštenim na ivici šume, podseća na plesnu škole u Frajburgu, koja se toliko krije iza svoje prividne normalnosti.

## Repriza epizode
Veseli četvrtak je reprizirao ovu epizodu u kolekcionarskom izdanju 7. aprila 2022. sa tvrdim koricama i na velikom formatu po ceni od 1.920 dinara (16,2 €).

## Najava naredne epizode
Dilanov problem sa Bubom nije relevantan za ovu epizodu. Ipak, možda najavljuje narednu (#175) u kojoj glavnu ulogu igra upravo njegova Buba.

## Prethodna i naredna epizoda
Prethodna epizoda nosila je naslov Kasapin i ruža (#173), a naredna Automobil koji nije želeo da umre (#175)